# يان أونغ لين
يان أونغ لين (بالبورمية: ရန်အောင်လင်း)‏ هو لاعب كرة قدم ميانماري في مركز حراسة المرمى، ولد في 3 مارس 1993 في يانغون في ميانمار. شارك مع منتخب ميانمار لكرة القدم. أما مع النوادي، فقد لعب مع نادي ياداناربون.